# Bức họa ma quái
Bức họa ma quái là một bộ phim kinh dị châm biếm năm 2019 của Mỹ được viết kịch bản và đạo diễn Dan Gilroy và có sự tham gia của các diễn viên Jake Gyllenhaal, Rene Russo, Toni Collette, Zawe Ashton, Tom Sturridge, Natalia Dyer, Daveed Diggs, Billy Magnussen, và John Malkovich. Bộ phim đã có buổi công chiếu đầu tiên trên thế giới tại Liên hoan phim Sundance 2019 vào ngày 27 tháng 1 và được phát hành vào ngày 1 tháng 2 năm 2019 bởi Netflix và tại một số rạp được chọn.

## Nội dung
Tại Miami, nhà phê bình nghệ thuật Morf Vandewalt tham dự một triển lãm nghệ thuật cùng với người bạn Josephina, người làm việc cho Rhodora Haze, chủ sở hữu của Phòng trưng bày Haze và trước đây là thành viên của ban nhạc punk rock Velvet Buzzsaw. Không thỏa mãn trong cuộc sống tình yêu của mình với người tình đồng tính Ed, Morf bắt đầu mối quan hệ tình ái với Josephina.
Trở về Los Angeles, Josephina tìm thấy một người đàn ông lớn tuổi đã chết một cách bí ẩn tên là Vetril Dease trong tòa nhà chung cư của cô. Cô đã vào nhà ông ta và khám phá ra vô số kiệt tác nghệ thuật, trong đó có một số bức tranh đã bị phá hủy một phần. Josephina liền đánh cắp các bức tranh để cho Morf và Rhodora xem. Hai người lập tức trở nên say mê với những kiệt tác của người hoạ sĩ này. Rhodora quyết định trưng bày một số tác phẩm của mình trong phòng trưng bày của bà và thành công rực rỡ. Các tác phẩm nghệ thuật cũng làm say mê Gretchen, người bạn phụ trách nghệ thuật của Morf, cả Piers, một cựu nghệ sĩ của Phòng trưng bày Haze và Damrish, một nghệ sĩ mới nổi.
Để đảm bảo độ quý hiếm và nguyên vẹn của các bức tranh, Rhodora ra lệnh cho Bryson, nhân viên phòng tranh vận chuyển một nửa trong số chúng đến kho cất giữ. Trên đường đi, một bức tranh bỗng tự bắt lửa từ tro thuốc lá của anh ta và bốc cháy, khiến anh ta mất tay lái đâm vào một trạm xăng bị bỏ hoang. Sau khi vào phòng vệ sinh bên trong trạm xăng để làm sạch vết bỏng, Bryson bị kéo vào một bức tranh bởi một nhóm thợ máy khỉ. Bên ngoài, chiếc xe tải của anh bắt lửa và thiêu rụi những bức tranh còn lại của Dease.
Nghiên cứu về Dease, Morf phát hiện ra ông ta đã phải trải qua một thời thơ ấu bị ngược đãi mà đỉnh điểm là cái chết của cha mình, sau đó ông được gửi đến một bệnh viện tâm thần để thử nghiệm trên người, điều đó làm tăng thêm chứng bệnh tâm thần của ông. Jon Dondon, một chủ sở hữu phòng trưng bày nghệ thuật, đối thủ của Rhodora, đã thuê một điều tra viên tư nhân để điều tra những câu chuyện tương tự. Anh ta cố gắng tiết lộ câu chuyện của Dease với báo chí nhưng bị sát hại khi một bàn tay bí ẩn treo khăn quàng cổ và thắt cổ anh ta đến chết khi đang tham quan triển lãm khác. Coco, trợ lý cũ của Rhodora, người mới bắt đầu làm việc cho Jon đã phát hiện ra xác của Jon Dondon trong sự kinh hãi.
Morf nhìn thấy một bàn tay trong bức tranh Dease đột nhiên di chuyển khiến Morf đi khám thị lực. Thị lực của anh đã được cải thiện bởi bác sĩ đo thị lực  nhưng anh vẫn tiếp tục bị ảo giác. Đêm đó, anh đến thăm nhà lưu trữ của phòng trưng bày và biết được Dease đã sử dụng máu để tạo ra các bức vẽ màu đỏ đen của mình. Rhodora thất vọng với tác phẩm gần đây nhất của Piers, gửi anh đến sống tại ngôi nhà bên bờ biển của bà và không trở về cho đến khi anh chỉ làm nghệ thuật cho riêng mình.
Gretchen thương lượng việc trưng bày một số bức tranh của Dease trong bảo tàng của thành phố cùng với một tác phẩm tương tác có tên Sphere, thuộc sở hữu của khách hàng chính của Gretchen. Trong khi đó, Gretchen cũng phá hoại mối quan hệ của Josephina với Morf bằng cách nói với cô rằng anh vẫn còn tình cảm với Ed. Vào đêm trước khi triển lãm ra mắt, Gretchen thò tay vào một trong những lỗ hổng trên quả cầu triển lãm trên Sphere khiến cánh tay của bà bị kẹt và bị cắt đứt, máu chảy lênh láng. Coco, người gần đây đã trở thành trợ lý của Gretchen, tìm thấy thi thể của bà vào sáng hôm sau. Mặc cho vì cái chết của Gretchen, mà sự quan tâm và nhu cầu tham quan đối với triển lãm Dease vẫn tăng vọt. Người tham quan vẫn không hề nhận ra thi thể của bà là thật khi nghĩ đó chỉ là kiệt tác nghệ thuật. Morf và Josephina chia tay sau khi anh phát hiện ra cô đang hẹn hò với Damrish.
Thi lực của Morf ngày càng xấu đi, và anh thúc giục Rhodora ngừng bán tác phẩm nghệ thuật của Dease. Bà phớt lờ và cũng vì biết anh ta sẽ viết một bài báo tiêu cực về các tác phẩm nghệ thuật, nên bà đã cố gắng bán chúng nhanh nhất có thể với giá hàng trăm triệu đô la. Morf thuê Coco, một cô gái  2 lần thất nghiệp để xử lý các tác phẩm nghệ thuật. Tại một quán bar ngầm, Damrish thông báo với Josephina rằng anh sẽ không trưng bày tác phẩm của mình với Haze Gallery và họ chia tay. Bên ngoài, Josephina được đưa đến một phòng trưng bày một cách bí ẩn, nơi những bức vẽ graffiti tan chảy xung quanh cô và bám lấy cô đến chết. Khi Morf đặt các tác phẩm nghệ thuật của Dease vào bộ phận kho lưu trữ của mình, anh phát hiện ra Hoboman, một con robot đã ngừng hoạt động, một tác phẩm nghệ thuật mà anh đã đưa ra một lời phê bình tiêu cực. Hoboman lập tức hồi sinh và đuổi theo Morf vào ngõ cụt, đồng thời bẽ gãy cổ Morf, mặc cho Morf cầu xin với lòng thương xót.
Sáng hôm sau, Coco tìm thấy thi thể của Morf trong khi hình ảnh kinh hoàng của Josephina được nhìn thấy trên một bức tường graffiti. Rhodora bây giờ đã thực sự tin rằng những cái chết đều có liên quan đến Dease, và bà đã cố huỷ bỏ tất cả các tác phẩm nghệ thuật trong nhà. Khi ngồi bên ngoài ngôi nhà của mình, hình xăm lưỡi cưa buzz trên gáy bắt đầu quay và rạch vào da thịt,. Trên đường đến LAX và trở về nhà ở Michigan, Coco đi ngang qua và thấy một người bán hàng rong bán các bức tranh của Dease với giá 5 đô la một bức. Trong khi đó, Piers vẽ các đường tròn đồng tâm trên cát bãi biển khi sóng cuốn vào chúng.

## Diễn viên
- Jake Gyllenhaal vai Morf Vandewalt
- Rene Russo vai Rhodora Haze
- Toni Collette vai Gretchen
- Zawe Ashton vai Josephina
- Tom Sturridge vai Jon Dondon
- Natalia Dyer vai Coco
- Daveed Diggs vai Damrish
- Billy Magnussen vai Bryson
- John Malkovich vai Piers
- Alan Mandell vai Vetril Dease
- Mig Macario vai Cloudio
- Nitya Vidyasagar vai Gita
- Sedale Threatt Jr. vai Ed
- Pat Healy vai người đàn ông đến từ Parlack
- Marco Rodríguez vai Ray Ruskinspear

## Sản xuất
Dan Gilroy hình thành dự án sau khi Superman Lives, bộ phim do ông bắt tay phát triển bị hủy bỏ đột ngột vì Warner Bros. Không sẵn sàng sản xuất do kinh phí quá lớn,  ông cảm thấy rằng mình đã lãng phí một năm rưỡi cho bộ phim, nhưng cuối cùng ông đã thực hiện được ý tưởng về bộ phim này khi ngồi trên bãi biển, khoảnh khắc truyền cảm hứng cho cảnh cuối cùng trong phim. Vào tháng 6 năm 2017, có thông báo rằng Jake Gyllenhaal và Rene Russo đã được chọn vào vai trong bộ phim chưa có tiêu đề của Gilroy, với việc ông viết kịch bản và đạo diễn bộ phim, trong khi Jennifer Fox sẽ làm nhà sản xuất và Netflix sẽ sản xuất và phân phối bộ phim.
Vào tháng 1 năm 2018, bộ phim đã được công bố tiêu đề là Velvet Buzzsaw. Vào tháng 3 năm 2018, Zawe Ashton, Natalia Dyer, Tom Sturridge, Daveed Diggs, Toni Collette, John Malkovich và Billy Magnussen được xác nhận đã tham gia vào dàn diễn viên của phim.
Buổi quay phim chính bắt đầu vào ngày 5 tháng 3 năm 2018 tại Los Angeles, California.
Marco Beltrami và Buck Sanders đảm nhận vị trí soạn nhạc cho bộ phim, thay cho người cộng tác thường xuyên của Gilroy là James Newton Howard.
Đạo diễn Dan Gilroy đã tuyên bố rằng ông đã viết nhân vật Morf Vandewalt trở nên linh hoạt về tình dục bởi vì ông "tin rằng tình dục trôi chảy hơn nhiều so với xã hội."

## Phát hành
Velvet Buzzsaw có buổi công chiếu tại Liên hoan phim Sundance vào 27 tháng 1 năm 2019. Bộ phim được Netflix phân phối vào tháng 1 cùng năm.

## Tiếp nhận
Chuyên trang đánh giá phim Rotten Tomatoes báo cáo xếp hạng phê duyệt là 61% dựa trên 185 bài đánh giá và xếp hạng trung bình là 6,1 / 10. Sự đồng thuận phê bình của trang web có nội dung: "Nếu bạn chỉ xem một tác phẩm châm biếm thế giới nghệ thuật với âm hưởng kinh dị trong năm nay - hoặc hầu hết những tác phẩm khác - thì có lẽ đó là Velvet Buzzsaw." Trên Metacritic, bộ phim có điểm số trung bình có trọng số là 61/100 dựa trên 29 nhà phê bình, cho thấy "các bài đánh giá khá thuận lợi".